# Ахорнтал
Ахорнтал (њем. Ahorntal) општина је у њемачкој савезној држави Баварска. Једно је од 33 општинска средишта округа Бајројт. Према процјени из 2010. у општини је живјело 2.260 становника. Посједује регионалну шифру (AGS) 9472111.

## Географија
Ахорнтал се налази у савезној држави Баварска у округу Бајројт. Општина се налази на надморској висини од 400 метара. Површина општине износи 41,7 km².

## Становништво
У самом мјесту је, према процјени из 2010. године, живјело 2.260 становника. Просјечна густина становништва износи 54 становника/km².